# Казарца Лигуре
Казарца Лигуре (итал. Casarza Ligure) је насеље у Италији у округу Ђенова, региону Лигурија.
Према процени из 2011. у насељу је живело 5439 становника. Насеље се налази на надморској висини од 24 м.

## Становништво
| 1936. | 1951. | 1961. | 1971. | 1981. | 1991. | 2001. | 2011. |
| ----- | ----- | ----- | ----- | ----- | ----- | ----- | ----- |
| 2.540 | 2.726 | 2.763 | 3.437 | 5.019 | 5.160 | 5.915 | 6.708 |